# Dana Cup No. 1
För fotbollsturneringen för ungdomar i Hjørring, se Dana Cup.
Dana Cup No. 1 är en fotbollsturnering för ungdomar som genomförs i Frederikshavn i norra Danmark varje sommar. Turneringen startade 1984, är international och besöks årligt av cirka 30 nationer från olika delar av världen. Turneringen begränsas av kapacitetsskäl till cirka 300 flick- och pojklag.